# 1850年代太平洋台风季
1850年代太平洋台风季是指1850年代於太平洋發生的所有颱風。该名单不太完整，主要依赖于旅行者和船只的个人观察，因為當時並沒有相關組織保存關於颱風的紀錄。

## 1850年
5月，一個台风袭击了菲律宾马尼拉湾。  同年，一個台风襲擊马绍尔群岛朗格拉普环礁，造成约50人死亡 。8月至9月，两個猛烈的台风袭击日本；第一次台风是一场与1828年西波爾德颱風相当的强大风暴，于8月18日袭击了九州东北部的丰前国，并席卷了中国地区。該颱風於秋月藩（现福冈县中部）摧毁了459座房屋。第二次台风于9月12日袭击了日本西部大部分地区。 

## 1851年
12月，一個台风袭击了菲律宾的Passi地區。

## 1852年
琉球群岛宫古岛遭遇了台风及风暴潮的袭击。随后的饥荒和疾病导致約3000人死亡。 
同時，一场台风襲擊了越南。 

## 1853年
7月17日，冲绳附近的船只監測到气压下降、风力增强。随后几天，随着颱風向中国东北地区移动，海浪愈发强劲。7月22日，美国海军补给舰上的气压下降至28.74 inHg（973 mbar） ，风力增强至10级。大风吹裂了英国纵帆船“Eament”号的内侧三角帆和前帆。风暴在中国东部沿海停滞，「Eament」號於風眼附近記錄到28.14 inHg（953 mbar）的氣壓。隨後，风暴路徑東折，穿过琉球群岛。船上的观测表明，6级风力持续至7月31日。

9月，一個台风袭击了关岛。 

## 1854年
一個台风襲擊了沖繩。  

## 1855年
9月，一個台风袭击了关岛。 

## 1856年
9月23日，一個强烈的颱風袭击了江户（今东京），并在24日席卷了日本东部。 据报道，此次灾害造成了大量财产损失和人员伤亡，主要由风暴潮造成。 

## 1858年
1858年，西太平洋出现了两個热带气旋，其中一个是台风。 

## 1859年
8月23日，一场向东北偏北移动的台风掠过北海道西部。大岛半岛观测到强风。